# Slovenija ima talent (9. sezona)
9. sezona Slovenija ima talent se je začela 24. septembra 2023 POP TV. Kot v pretekli sezoni vodita oddajo Sašo Stare in Peter Poles. Žirantsko zasedbo je po vseh 8 sezonah sodelovanja zapustil Branko Čakarmiš, zamenjal ga je Andrej Škufca, ostali žiranti so Lado Bizovičar, Marjetka Vovk in Ana Klašnja.

## Potek sezone
| #   | Datum         | Oddaja                                         |
| --- | ------------- | ---------------------------------------------- |
| 1.  | 24. september | 1. avdicijska oddaja                           |
| 2.  | 1. oktober    | 2. avdicijska oddaja                           |
| 3.  | 8. oktober    | 3. avdicijska oddaja                           |
| 4.  | 15. oktober   | 4. avdicijska oddaja                           |
| 5.  | 22. oktober   | 5. avdicijska oddaja                           |
| 6.  | 29. oktober   | 6. avdicijska oddaja razglasitev polfinalistov |
| 7.  | 5. november   | 1. polfinalna oddaja                           |
| 8.  | 12. november  | 2. polfinalna oddaja                           |
| 9.  | 19. november  | 3. polfinalna oddaja                           |
| 10. | 26. november  | 4. polfinalna oddaja                           |
| 11. | 3. december   | 5. polfinalna oddaja                           |
| 12. | 10. december  | Oddaja pred finalom                            |
| 13. | 17. december  | Finale                                         |